# 永田寛
永田 寛（ながた ひろし、1907年（明治40年）8月30日 - 1961年（昭和36年）8月4日）は、日本のフィールドホッケー選手。1932年ロサンゼルスオリンピック銀メダリスト。

## 経歴
1907年（明治40年）広島県に生まれる。旧制修道中学校（現：修道中学校・高等学校）を卒業。明治大学在学中の1932年（昭和7年）、ロサンゼルスオリンピックのホッケー競技に日本代表チームとして出場し、銀メダルを獲得（参加3カ国）。
大日本ホッケー協会審判員、愛媛県ホッケー協会初代理事長、日本ホッケー協会理事を歴任。
1961年8月4日、肝臓炎のため53歳で死去した。